# Bruce Sterling
Michael Bruce Sterling (14 de abril de 1954, Brownsville (Texas) é um escritor estadunidense de ficção científica, mais conhecido por seus romances e sua obra seminal  na antologia Mirrorshades, a qual definiu o gênero cyberpunk. Em 2003 ele foi designado professor da European Graduate School onde leciona cursos de verão intensivos sobre media e design. Em 2005, tornou-se o "visionário residente" do Art Center College of Design em Pasadena, Califórnia.